# Jeskyně Míru
Jeskyně Míru tvoří součást vrchního patra Javoříčských jeskyní. Byly objeveny v období 1949 - 1958 badatelskou skupinou brněnského Geografického ústavu ČSAV pod vedením doc. Vladimíra Panoše. Jeskyně Míru, resp. jejich část, byla v roce 1961 zpřístupněna veřejnosti v rámci dlouhého návštěvního okruhu Javoříčských jeskyní.